# مكتبة بلدية قلقيلية العامة
مكتبة بلدية قلقيلية العامة تأسست عام 1978م، تبلغ مساحتها 900م2 موزعة على طابقين، لكل منهما 450م2، ويبلغ عدد الكتب الموجودة بها حوالي 14,000 كتاب، وقارب عدد المشتركين بها 4,000 مشترك. وتقع المكتبة في حي غياظة بجانب الهلال الأحمر الفلسطيني.